# Nieuwe Sint-Martinuskerk (Ronse)
De Nieuwe Sint-Martinuskerk is een kerk in de Belgische stad Ronse, gewijd aan de heilige Martinus van Tours. De bouw van de kerk, volgens plannen van de Gentse architect Modeste de Noyette, werd begonnen in september 1892 en voltooid in juni 1899. De kerk wordt aanzien als een van de belangrijkste voorbeelden van de stijlzuivere neogotiek in België en is ook befaamd om zijn vele glasramen.
Bezienswaardigheden in de kerk: 
- glasramen met Bijbelse thema's, vervaardigd door Gustave Ladon en Camille Ganton-Defoin en destijds gefinancierd door de burgerij van de stad
- de piëta, een gepolychromeerd beeld (ingang)
- de doopvont, afgesloten met smeedijzeren hekwerk
- het orgel uit 1898 van de orgelbouwers Joris uit Ronse

Er bestaat in Ronse ook een Oude Sint-Martinuskerk aan de Sint-Martensstraat. Deze is niet meer in gebruik als kerk. 

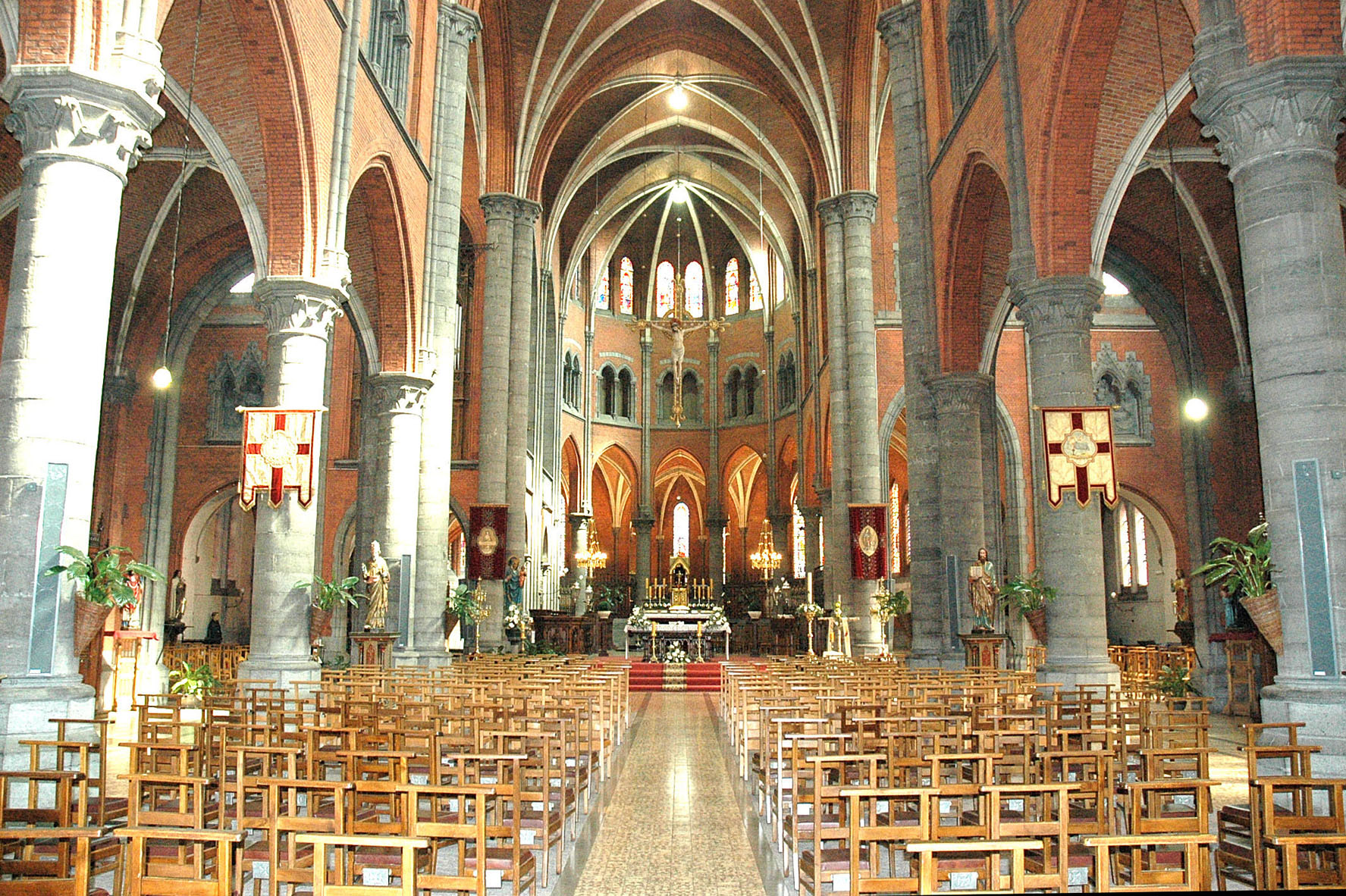
Interieur
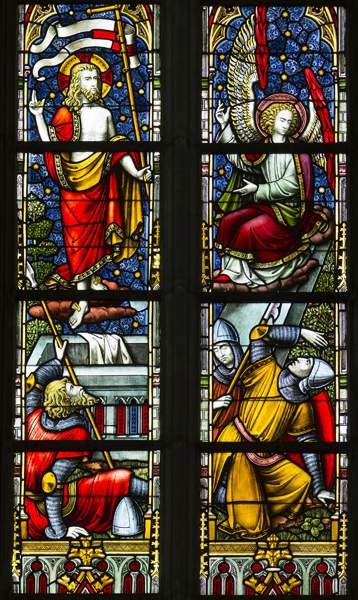
Glasraam van Gustave Ladon
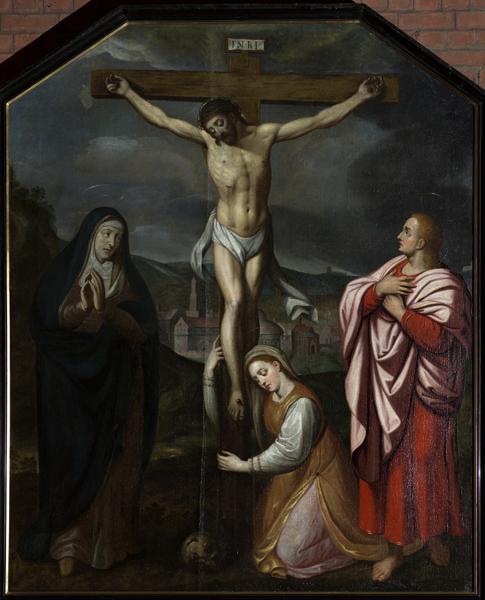
Jezus aan het kruis
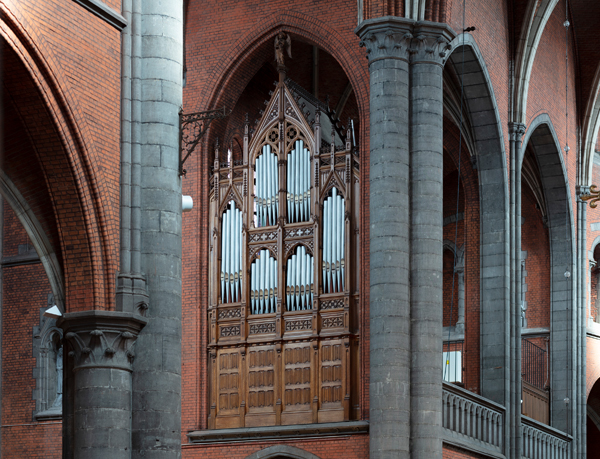
Orgel